# Cyanopterus
Cyanopterus is een geslacht van insecten uit de orde vliesvleugeligen (Hymenoptera) en de familie schildwespen (Braconidae).

## Soorten
- C. abnormis Belokobylskij, 2000
- C. agilis (Szepligeti, 1904)
- C. alaskensis (Ashmead, 1889)
- C. amorosus (Kohl, 1906)
- C. angustisulca (Enderlein, 1920)
- C. annulicornatus (Shenefelt, 1978)
- C. anuphrievi (Tobias & Abdinbekova, 1973)
- C. aptus (Szepligeti, 1904)
- C. arcuatus (Szepligeti, 1901)
- C. baeri (Szepligeti, 1903)
- C. basispeculum (Enderlein, 1920)
- C. bekilyensis (Granger, 1949)
- C. bellicosus (Smith, 1860)
- C. bellona (Brues, 1924)
- C. berlandi (Granger, 1949)
- C. bipunctipennis (Brues, 1926)
- C. biroi (Szepligeti, 1901)
- C. bisignatus (Szepligeti, 1905)
- C. bohayicus Belokobylskij, 2000
- C. bonaerensis (Schrottky, 1902)
- C. brasiliensis (Szepligeti, 1901)
- C. brevicaudis (Szepligeti, 1901)
- C. bucephalus (Brues, 1926)
- C. calligaster Roman, 1915
- C. camerunus (Szepligeti, 1914)
- C. carinatus (Szepligeti, 1901)
- C. concinnus (Brulle, 1846)
- C. conformis (Szepligeti, 1901)
- C. congoensis (Cameron, 1912)
- C. consultus (Szepligeti, 1905)
- C. coriaceus (Szepligeti, 1908)
- C. crassicaudis (Szepligeti, 1901)
- C. crassicornis (Szepligeti, 1915)
- C. croceiventris (Cresson, 1865)
- C. curvatus (Telenga, 1936)
- C. dentiscapa (Ramakrishna Ayyar, 1928)
- C. depressi Viereck, 1912
- C. differens (Telenga, 1936)
- C. dissitus (Cresson, 1865)
- C. distinctus (Lucas, 1849)
- C. dolens (Cameron, 1911)
- C. extricator (Nees, 1834)
- C. facialis (Szepligeti, 1915)
- C. flagellaris Szepligeti, 1914
- C. flavator (Fabricius, 1793)
- C. flaviceps (Szepligeti, 1914)
- C. flaviventris (Szepligeti, 1901)
- C. flavoguttatus (Gerstaecker, 1858)
- C. fraterculus (Turner, 1918)
- C. fuscipennis Szepligeti, 1915
- C. gilberti (Turner, 1918)
- C. grandidieri (Saussure, 1892)
- C. guianor (Thunberg, 1822)
- C. haemiflavus (Szepligeti, 1901)
- C. hemixanthus (Szepligeti, 1908)
- C. hinoemataensis Belokobylskij, 2000
- C. incompositus (Szepligeti, 1914)
- C. ingressor (Turner, 1918)
- C. izagai (Porter, 1920)
- C. jakuticus (Tobias, 1973)
- C. kanarensis (Ramakrishna Ayyar, 1928)
- C. konovii (Marshall, 1897)
- C. konowii (Marshall, 1897)
- C. kozlovi (Tobias, 1973)
- C. kusarensis (Abdinbekova, 1973)
- C. laevibasis (Enderlein, 1920)
- C. laeviventris (Enderlein, 1920)
- C. latisulca (Enderlein, 1920)
- C. longicauda (Brulle, 1846)
- C. longicornis (Szepligeti, 1911)
- C. longulus (Papp, 1967)
- C. luctuosus (Szepligeti, 1904)

- C. lugens (Brulle, 1846)
- C. marginatus (Szepligeti, 1901)
- C. melanocephalus (Holmgren, 1868)
- C. mimelus (Marshall, 1897)
- C. minor Szepligeti, 1915
- C. montanensis (Ashmead, 1889)
- C. nigrator (Zetterstedt, 1838)
- C. nigrifrons (Kriechbaumer, 1894)
- C. nigripleuris (Szepligeti, 1901)
- C. nitidulus (Szepligeti, 1901)
- C. obscuripennis (Thomson, 1892)
- C. occidentalis (Szepligeti, 1914)
- C. oriens Belokobylskij, 2000
- C. ornaticollis (Cameron, 1905)
- C. pallidicolor (Turner, 1918)
- C. parvispeculum (Enderlein, 1920)
- C. penini Belokobylskij, 2000
- C. pernix (Szepligeti, 1904)
- C. phryganator (Thunberg, 1822)
- C. piceus Fahringer, 1935
- C. pictipennis (Szepligeti, 1915)
- C. praecinctus (Shestakov, 1936)
- C. provancheri (Dalla Torre, 1898)
- C. punctistigma (Roman, 1915)
- C. punctum (Brulle, 1846)
- C. quadricolor (Turner, 1918)
- C. regnatrix (Cresson, 1865)
- C. rubiginator (Thunberg, 1789)
- C. rufolineatus (Cameron, 1912)
- C. rutilans Turner, 1919
- C. samedovi (Abdinbekova, 1973)
- C. sanguineus (Provancher, 1888)
- C. sanguinosus (Holmgren, 1868)
- C. scaber (Brulle, 1846)
- C. schubotzi (Szepligeti, 1915)
- C. semirufus (Szepligeti, 1905)
- C. seticornis (Szepligeti, 1915)
- C. sexrugosus (Enderlein, 1920)
- C. seyrigi (Granger, 1949)
- C. similis (Szepligeti, 1901)
- C. spathuliformis (Szepligeti, 1914)
- C. speciosus (Szepligeti, 1901)
- C. steirastomae Viereck, 1912
- C. striatus (Szepligeti, 1913)
- C. subpunctatus (Granger, 1949)
- C. subrugosus (Granger, 1949)
- C. sulphureus (Szepligeti, 1914)
- C. taiticus (Holmgren, 1868)
- C. testaceus (Szepligeti, 1915)
- C. togoanus (Brues, 1926)
- C. togoensis (Szepligeti, 1914)
- C. torridus (Turner, 1918)
- C. triaspis (Marshall, 1897)
- C. tricolor

Cyanopterus tricolor (Ivanov) (Ivanov, 1896)
Cyanopterus tricolor (Szepligeti) (Szepligeti, 1908)
- C. trirugosus (Enderlein, 1920)
- C. trujilloi (Blanchard, 1963)
- C. tuberculatorius (Shenefelt, 1978)
- C. tzymbali Belokobylskij, 2000
- C. uelleburgensis (Szepligeti, 1914)
- C. variegatus (Szepligeti, 1913)
- C. vectensis (Cockerell, 1921)
- C. webbi (Viereck, 1909)
- C. xanthocarpus (Cameron, 1906)
- C. zelotes (Fahringer, 1929)
- C. zernyi (Fahringer, 1941)
- C. zootrephes (Fahringer, 1929)
- C. zykanus (Fahringer, 1929)